# Kortikotropinu-sličan intermedijarni peptid
Kortikotropin-sličan intermedijarni peptid (CLIP, adrenokortikotropni hormonski fragment 18-39, ACTH (18-39)) je prirodni endogeni neuropeptid sa dokozapeptidnom strukturom i aminokiselinskom sekvencom Arg-Pro-Val-Lys-Val-Tyr-Pro-Asn-Gly-Ala-Glu-Asp-Glu-Ser-Ala-Glu-Ala-Phe-Pro-Leu-Glu-Phe. CLIP nastaje kao proizvod proteolitičkog razlaganja adrenokortikotropnog hormona (ACTH), koji je produkt razlaganja proopiomelanokortina (POMC). Mada ne izgleda da ima posebno važnu ulogu u telu, on ima izvesna biološka dejstva, posebno u neurološkim sistemima.

## Literatura
- Inoué, Shojiro; Inoué, Shojiro (1989). Biology of sleep substances. CRC Press. стр. 136. ISBN 978-0-8493-4822-8. Приступљено 25. 11. 2011.
- Larry Rex Engelking (2002). Review of veterinary physiology. Teton NewMedia. стр. 411. ISBN 978-1-893441-69-9. Приступљено 25. 11. 2011.
- Norman, Anthony W.; Litwack, Gerald (1997). Hormones. Academic Press. стр. 12. ISBN 978-0-12-521441-4. Приступљено 25. 11. 2011.
- Fricker, Lloyd D. (1991). Peptide biosynthesis and processing. CRC Press. стр. 78. ISBN 978-0-8493-8852-1. Приступљено 25. 11. 2011.

## Spoljašnje veze
- Corticotropin-Like+Intermediate+Lobe+Peptide на 